# 乌龙指失误
乌龙指失误或胖手指失误（英語：Fat-finger error）是证券、外汇等金融市场中，因键盘、鼠标误操作而造成的错误交易。这通常会导致证券成交的数量和价格错误，造成经济损失并可能引发市场混乱。
从前在进行手工交易时，有问题的订单会在处理被直接取消，称为「错单」（英語：out-trades）。但使用计算机后，错误的订单往往很难被发现，甚至不可能被取消，从而造成错误。因此，乌龙指失误在各国的金融市场中曾多次发生，是一种常见的交易失误。一些自动交易系统已能自动识别一部分错误，在成交前及时取消指令。

## 例子
乌龙指失误在各国的金融市场中曾多次发生：
- 2005年12月8日，J-COM公司于东京证券交易所上市，瑞穗证券在交易该公司股票时，希望“售出1股定价61万日元”，不料将指令输入成了“售出61万股每股1日元”，引发股市大混乱。日本股民B·N·F在此期间赚了20多亿日元而一举成名。
- 2013年光大乌龙指事件：2013年8月16日，光大证券的交易员在电脑上使用“重下”（重新下单）功能对未成交的股票自动补单，不料程序有设计错误，“买入个股函数”被写错为“买入ETF一篮子股票函数”，2秒内瞬间生成2万多笔委托订单，成交72.7亿元人民币，为公司带来1亿9千4百万人民币的损失。由于是程序错误而非误操作，严格地说这并不是「乌龙指」。
- 2015年，德意志银行的一位新员工在其上司度假期间，交易时没有分清「总额」和「净额」的区别，结果向一家美国对冲基金支付了60亿美元，比正确的金额高出了好几个数量级。银行即刻将错误上报给英国金融管理局（英语：Financial Conduct Authority）、欧洲中央银行和美国联邦储备银行，并在次日获得了退款。[5]
- 2015年，法国巴黎银行将其证券以每股108欧元的错误价格卖给了德国独立投资者阿明·S（Armin S），正确的价格应该是每股54,400欧元，造成了银行1.6亿欧元的损失。[6][7]